# Mistrovství světa v ledním hokeji 2001 (Kvalifikace Dálného východu)
Mistrovství světa v ledním hokeji 2001 (Kvalifikace Dálného východu) proběhlo ve dnech 4.–6. září 2000 v Sapporu. Vítězem se stalo Japonsko, které se kvalifikovalo na Mistrovství světa v ledním hokeji 2001.

## Výsledky a tabulka
| Poř. | Země        | Z | V | R | P | Skóre | B |
| ---- | ----------- | - | - | - | - | ----- | - |
| 1.   | Japonsko    | 2 | 2 | 0 | 0 | 13:3  | 4 |
| 2.   | Čína        | 2 | 1 | 0 | 1 | 13:6  | 2 |
| 3.   | Jižní Korea | 2 | 0 | 0 | 2 | 1:18  | 0 |

 Jižní Korea –  Japonsko 0:8 (0:2, 0:5, 0:1)
4. září 2000 – Sapporo
 Čína –  Jižní Korea 10:1 (2:0, 2:1, 6:0)
5. září 2000 – Sapporo
 Japonsko –  Čína 5:3 (2:1, 2:0, 1:2)
6. září 2000 – Sapporo